# Karkemish
Karkemish, Carchemish o Carquemís (/kɑːrˈkɛm.ɪʃ/ kar-KEM-ish, en hitita: Kargamiš, en griego antiguo: Εὔρωπος) fue una importante ciudad de los imperios mitanno, hitita y asirio, situada en lo que hoy es la actual frontera turco-siria, conocida por los romanos como Europus. Es famosa por ser el lugar de la importante batalla de Karkemish entre babilonios y egipcios, mencionada en la Biblia, cuando la ciudad es llamada Jerablus, probablemente una mutación del nombre en una lengua local para la ciudad, Jarablos (también Djerablus, Jarâblos) y la proximidad con las actuales ciudades de Yarábulus en Siria y Karkamış en Turquía.

## Localización geográfica
La antigua Karkemish estaba situada 100 km al noreste de la actual Alepo, en Siria, y 60 km al sureste de la actual Gaziantep, en Turquía, en la orilla occidental del Éufrates, lo que le permitía controlar el principal vado de este río y por tanto la vía comercial desde la costa hacia Anatolia. Esta posición estratégica explica buena parte de su importancia para los imperios de la antigüedad.
Turquía ha construido una base militar sobre las ruinas de Karkemish, lo que impide el acceso libre a la zona.

## Historia de la ciudad
El nombre más antiguo conocido de Karkemish es Kargamiş. Estuvo poblada desde el neolítico, convirtiéndose pronto en un importante centro mercantil, mencionado ya en el tercer milenio antes de Cristo. Tuvo tratos comerciales con Ugarit, Mitani y Ebla, entre otros. Textos de Ebla la citan como una importante capital de carácter neohitita, a mediados del tercer milenio a. C. Sin embargo, con el creciente poder de Mitanni, parece que la ciudad pudo convertirse en vasalla de este imperio; así, cuando Egipto invade Mitanni, el faraón Tutmosis I erige una estela cerca de Karkemish para celebrar sus victorias (aprox. 1500 a. C.). En 1457 a. C. el ejército del faraón Tutmosis III libró una batalla cerca de Alepo y después tomó Karkemish.
Alrededor del 2000 a. C., se construyeron circuitos internos amurallados. En la época de ocupación hitita del norte de Siria, el trono de Karkemish estuvo ocupado por Piyassili, hijo de Suppiluliuma I. El nuevo monarca adoptó el nombre hurrita de Sarri-Kusuh,
El control egipcio de la zona no dura mucho, y pronto Mitanni recupera su antigua posición de potencia dominante en Siria, hasta el momento en que el rey hitita Suppiluliuma I (mediados de siglo XIV a. C.) logra destruir en la Primera Guerra Siria el poder de Mitanni, dejando al reino reducido a unas pocas fortalezas, entre las cuales Karkemish es la más importante. La fase de su máxima expansión se remonta al inicio del primer milenio a. C.
En la Segunda Guerra Siria, Suppiluliuma conquistó Karkemish, e instaló a uno de sus hijos, Piyassili, que adoptó el nombre hurrita de Sarri-Kusuh, en homenaje a la lengua hablada por la mayor parte de la población. y gobernó como virrey hitita en la ciudad. A partir de este momento, Karkemish se convierte en la principal fortaleza hitita en Siria, y en el núcleo de su administración en la zona. Los virreyes de Karkemish, siempre miembros de la familia real hitita, estuvieron encargados de defender la frontera oriental del reino contra los avances enemigos, primero de Egipto y luego de Asiria.
Esta posición se mantuvo hasta la repentina desaparición del imperio hitita a causa de la invasión de los pueblos del mar (aprox. 1200 a. C.). Karkemish logró sobrevivir a dicha invasión y los virreyes de la ciudad ante la ausencia de un monarca en Hattusa, capital hitita, adoptaron para sí mismos el título de Gran Rey y conservaron un extenso reino de cultura hitita durante algún tiempo; A principios del siglo X a. C. los luvio-arameos estaban sólidamente establecidos la gran curva que dibuja el Éufrates al sur de Karkemish, sin embargo, el creciente poder asirio no pudo ser combatido, y pronto (comienzos del siglo X a. C.), Karkemish pierde casi todo su reino a manos de Tiglatpileser I, siendo reducida a tributaria asiria en el siglo IX a. C. Por otra parte, Anatolia interior, fue presa de la anarquía seguida debida al derrumbe del imperio hitita y por los primeros intentos de expansión asiria, dirigidos por el mencionado arriba Tiglatpileser I. En tiempos de Tiglatpileser, Malatya y Karkemish eran las ciudades luvitas más importantes. Ambas se caracterizan por una mezcla de influencias hitito-luvitas y hurritas. Ejemplo de ello, fue el rey Ini-Teshub de Karkemish, que tenía el mismo nombre hurrita que un rey del siglo XIII a. C. De esta época son los textos de la dinastía de Suhi I de Karkemish, jeroglíficos hallados in situ, dedicados a la historia de la construcción del lugar hallazgo. Los textos con contenido sobre todo religioso, informan sobre empresas militares y obras hidráulicas.
En el principio de las inscripciones figuran las divinidades principales de Karkemish junto con los títulos, la genealogía y la glorificación de los príncipe. El dios de la tormenta, Tarkhundash (o Tarhkuìsh), Karkukhash y Kubabash eran las figuras principales del panteón.
En el año 876 a. C., el rey asirio Asurnasirpal II franqueó el Tigris, recibió al pasar los tributos locales de los estados arameos de Bit Bahiani, Azalla, Bit Adini y Til-Abni, y llegó al Éufrates. Lo atravesó en Karkemish, donde recibió el tributo del príncipe neohitita local, Sangara, dinasta que hizo frente a Salmanasar III, quien en 849 y 848 a. C. atravesó su país sin conseguir someterlo.
En el 752 a. C., el rey Kamanash I de Karkemish reconocía en una inscripción como monarca suyo al rey de Urartu Sardur II (765 a. C.-733 a. C.). En tiempos también de este rey reinaba en Karkemish un príncipe llamado Asti-Ruwas. Durante su reinado fue construida la gran escalinata de ceremonias. Mientras que los nuevos relieves creados para esta construcción presentan vestigios de influencia asiria y también urartea, se puede deducir del texto correspondiente a los relieves, que Asti-Ruwa además de ser contemporáneo de Sardur II, era su vasallo. Pero no hay unanimidad en la interpretación del texto.
El estado hitita de Karkemish permaneció independiente hasta el reinado del rey asirio Sargón II (722-705 a. C.). En el año 717 a. C., el rey asirio, con el pretexto de unas intrigas de Karkemish con el rey Midas de Frigia, para anexionar esta posición clave en el Éufrates e instaló allí asirios, que también usarán la ciudad como importante centro administrativo. Durante la época de Nabopolasar de Babilonia y de su hijo, Nabucodonosor II (finales del siglo VII a. C.), los asirios sufrieron una serie de derrotas y perdieron su capital Nínive, por lo que intentaron retirarse primero a Harrán y posteriormente a Karkemish. En el año 607 el objetivo principal de Nabopolasar era conquistar Siria. El obstáculo principala para esta conquista era el campamento fortificado de Karkemish, que estaba defendido por una guarnición egipcia, compuesta principalmente por tropas extranjeras y mercenarios griegos. Hacia el fin de 607 a. C., no lejos de Karkemish, Nabopolasar logró establecer una cabeza de puente al oeste del Éufrates. Algunos meses más tarde, su guarnición, fue sitiada y exterminada por los egipcios. Una nueva tentativa hecha al año siguiente sobre otro punto del río solo tuvo un éxito temporal, ya que un contraataque egipcio obligó al ejército babilonio a abandonar Karkemish.
En la primavera de 605 a. C., los asirios se prepararon para una última batalla (605 a. C.) contra los babilonios. Nabopolasar nombró al príncipe heredero jefe de todo el ejército y le encargó la misión de forzar el paso del río y tomar Karkemish. Franqueando por sorpresa el Éufrates atacó por el sur y por el oeste de la ciudad, los puntos más vulnerables. La batalla que comenzó fuera de las murallas, prosiguió en el interior en un cuerpo a cuerpo. Karkemish fue incendiada y la guarnición egipcia y los mercenarios aniquilados. Algunos supervivientes huyeron, pero las tropas de Nabucodonosor los alcanzaron en la región de Khama y los exterminaron (véase batalla de Karkemish).
La victoria de los babilonios implicó la desaparición del imperio asirio y la conquista por parte de Babilonia de Karkemish, momento a partir del cual la ciudad languideció, sin que se registren más sucesos de importancia asociados a esta.

## Arqueología de Karkemish
A pesar de que Karkemish era conocida por referencias en la Biblia y en documentos egipcios y asirios, su localización correcta no fue descubierta hasta 1876 por George Smith, ya que anteriormente se barajaron otros emplazamientos, como la confluencia del Chebar y el Éufrates o la Hierápolis griega. previamente se había identificado incorrectamente, con la ciudad clásica de Circesio, en la confluencia del río Jabur y el Éufrates.

### Exploraciones y campañas
La investigación arqueológica de Karkemish estuvo en manos del Museo Británico hasta la Primera Guerra Mundial. Las campañas de excavaciones realizadas entre 1911 y 1914 estuvieron organizadas por Leonard Woolley, en las que participó Thomas Edward Lawrence, el famoso Lawrence de Arabia. Anteriormente, el cónsul inglés en Alepo, Patrick Henderson, organizó unos reconocimientos que fueron suspendidos en 1878 y 1881, bajo la dirección de David George Hogarth, con la participación de R. C. Thompson. La expedición de Woolley fue interrumpida por el estallido de la Primera Guerra Mundial y los hallazgos, los diarios de excavación y los archivos se perdieron. La reanudación de las excavaciones en 1920 en la que intervino P. L. O. Guy, se vieron bloqueadas por la guerra turca, y como consecuencia del paso de la cercana aldea de Jerablo a poder de los turcos, los materiales fueron destruidos o perdidos. Terminado el conflicto bélico, la frontera entre Siria y Turquía fue establecida a lo largo de la línea del ferrocarril de Bagdad, que cortaba la antigua ciudad en dos. En Siria quedó una parte de la ciudad exterior a Jerablo, la ciudad baja fue minada.
En 2011 se emprendió una nueva campaña de excavaciones dirigida por las universidades de Gaziantep, Estambul y Bolonia. Desde entonces han continuado, a pesar de que apenas a 20 m de la parte turca, se suceden los enfrentamientos armados. En 2014 el yacimiento se abrió al público.

### Descubrimientos, arquitectura y arte
En el siglo X a. C., aún gozaba de una situación favorable, determinada por su desarrollo topográfico. La doble acrópolis resultaba desplazada totalmente hacia el río Éufrates y proyectada sobre la orilla occidental, donde se debían encontrar los muelles y los tinglados portuarios. En torno a este siglo se construyó la «puerta sobre el río», que daba a la ciudadela.
La sistematización monumental de la ciudadela fue obra de los soberanos Suhi y Katuwa, que reinaron entre 970 y 870 a. C. las fecha post quem de este periodo es segura, porque entre 870 y 858 a. C., el rey Sangara era tributario de Assurnasirpal II.

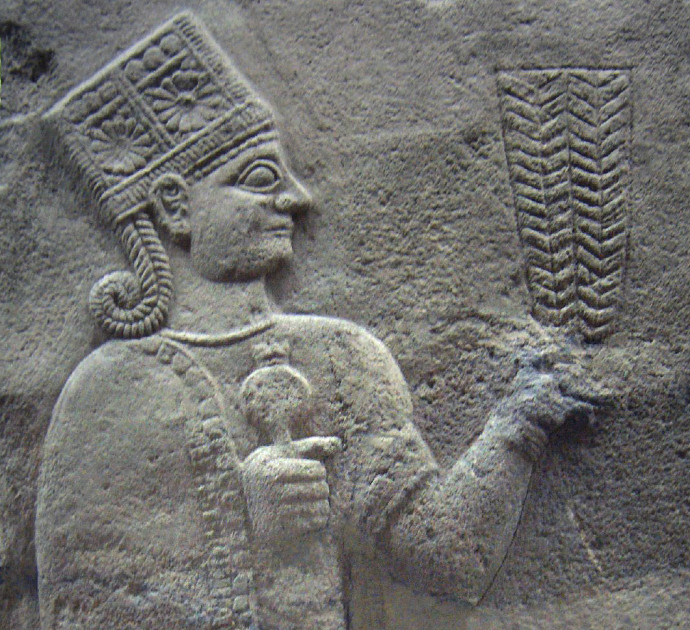
Relieve de la diosa Kubabash, sosteniendo una granada en su mano derecha; ortostato en el Muro heráldico (850-750 a. C.).

Uno de los edificios ceremoniales estaba decorado con lastras con relieve: el basalto negro y la calcárea blanca se alternaban en la representación de escenas mitológicas, grupos de dioses enfrentados, genios y todo tipo de animales fantásticos, formando una composición de superficies suaves, cuyas figuras estáticas y en equilibrio sugirieron a los excavadores el nombre de «Muro Heráldico». Una puerta interna, llamada «puerta del rey», está decorada con motivos semejantes, en los que prevalecen imágenes simbólicas de animales, vinculadas a la tradición religiosa local. Desde la puerta del río se llegaba a un amplio espacio abierto, limitado por el Muro heráldico, sobre el que se asomaba al norte el complejo del templo del dios de la tempestad con la gran escalinata ya excavada a finales del siglo XIX. La fachada de este último edificio estaba decorada de modo tradicional, con grandes ortostatos de caliza y basalto en relieve. Allí están representados un desfile de carros de guerra que avanzan sobre los muertos, y una procesión de soldados precedidos por diversas divinidades: el dios de la tempestad, la diosa Kubabash y una diosa alada desnuda que sostiene sus senos en un gesto que significa ofrenda y fertilidad. En el otro lado, más allá de la escalera, se había erigido una estela con las figuras de los dioses del Sol y de la Luna sobre un león tendido.
El programa decorativo del templo presenta sustanciales novedades, la principal es que allí se halla prefigurado el arte narrativo asirio que poco después, en Nimrud, alcanzará niveles más complejos de desarrollo. Sin embargo, el origen de este nuevo estilo ha de buscarse en la tradición siria: la técnica de los ortostatos había hecho su aparición en esta región desde los inicios del II milenio a. C., y la decoración en relieve sobre pequeñas lastras había nacido en Anatolia, con el arte hitita, y a partir de los relieves de Alaca Höyük se había difundido en todos los estados sirio-hititas en el I milenio a. C. En Karkemish operaba un taller célebre y especializado en estas decoraciones.
La decoración que sigue en ángulo al Muro heráldico antiguo fue ordenada por el rey Katuwa. Allí aparecen ortostatos con desfiles de soldados, músicos,
mujeres, mujeres con velo que llevan ofrendas a la diosa Kubababah sentada en el trono, seguidas de hombres. Estos últimos también son portadores de una ofrenda,
un cabrito al que llevan atravesado sobre los hombros, según la iconografía griega: el denominado crióforo de la estatuaria griega.
Los arqueólogos dieron al desfile de figuras el nombre de «Entrada procesional». Debía comenzar en la «puerta del rey» y abrirse sobre la plaza del templo, flanqueando edificios sagrados y seculares, como atestiguan las estatus de dos divinidades que debía estar erigidas entre la puerta y el muro procesional y que se perdieron por las vicisitudes de las excavaciones. De esos dos estatuas quedan las bases: dos leones en medio de dos parejas de figuras, de las cuales una es una deidad y la otra un hombre-grifo, y ambos están arrodillados.
A comienzos del siglo VIII a. C., el rey Arara mandó construir un contrafuerte para añadir la largo muro procesional. Su decoración consta de relieves de soldados y dignatarios en el séquito del rey y de su hijo Kamana.
Un notable ejemplo de altorrelieve es la reconstrucción del pasaje interior de la gran escalinata, hecho construir a un hijo del rey Satura, quizás a aquel Pisir (tributario primero de Tiglatpileser III y después de Sargón II) que acabó deportado con su familia después de la toma de la ciudad por los asirios en el 717 a. C.. El relieve trata de crear un efecto de visión continua frontal y lateral. Las figuras ocupan el espacio con sus volúmenes macizos, con la plasticidad de los pliegues de sus vestidos y con la suavidad de los perfiles, con estilo naturalista.
Tras la anexión de Karkemish (y otras ciudades de Siria en ela misma época) al imperio asirio, desaparece toda forma autónoma del arte relativo a las celebraciones vinculado con las dinastías locales: La herencia de estos talleres de escultura sobrevivió en los talleres de marfiles, sobre los que se centró el interés de los conquistadores.

## Galería

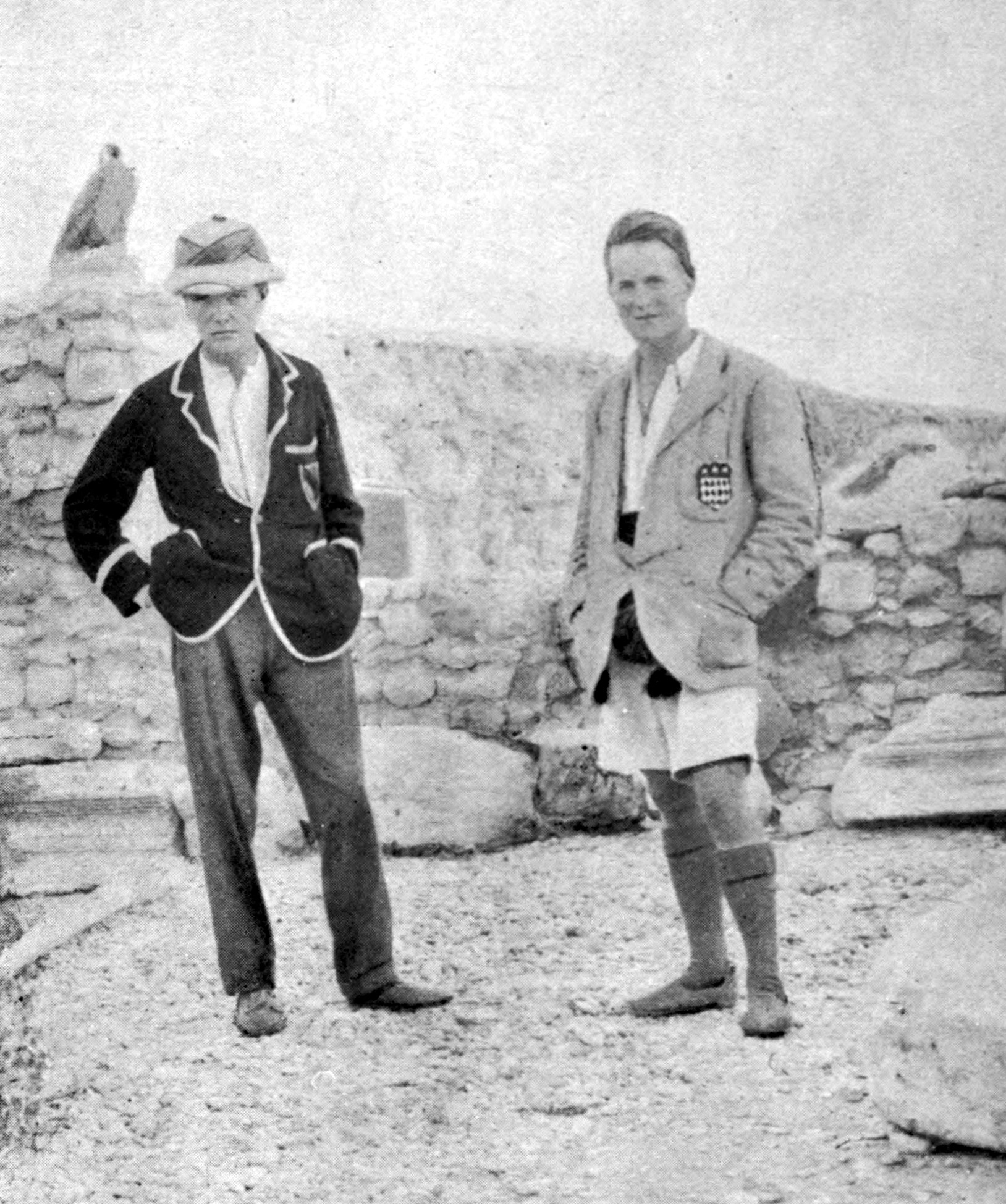
Ruinas de la ciudad descubiertas a fines del siglo XIX por los arqueólogos ingleses.
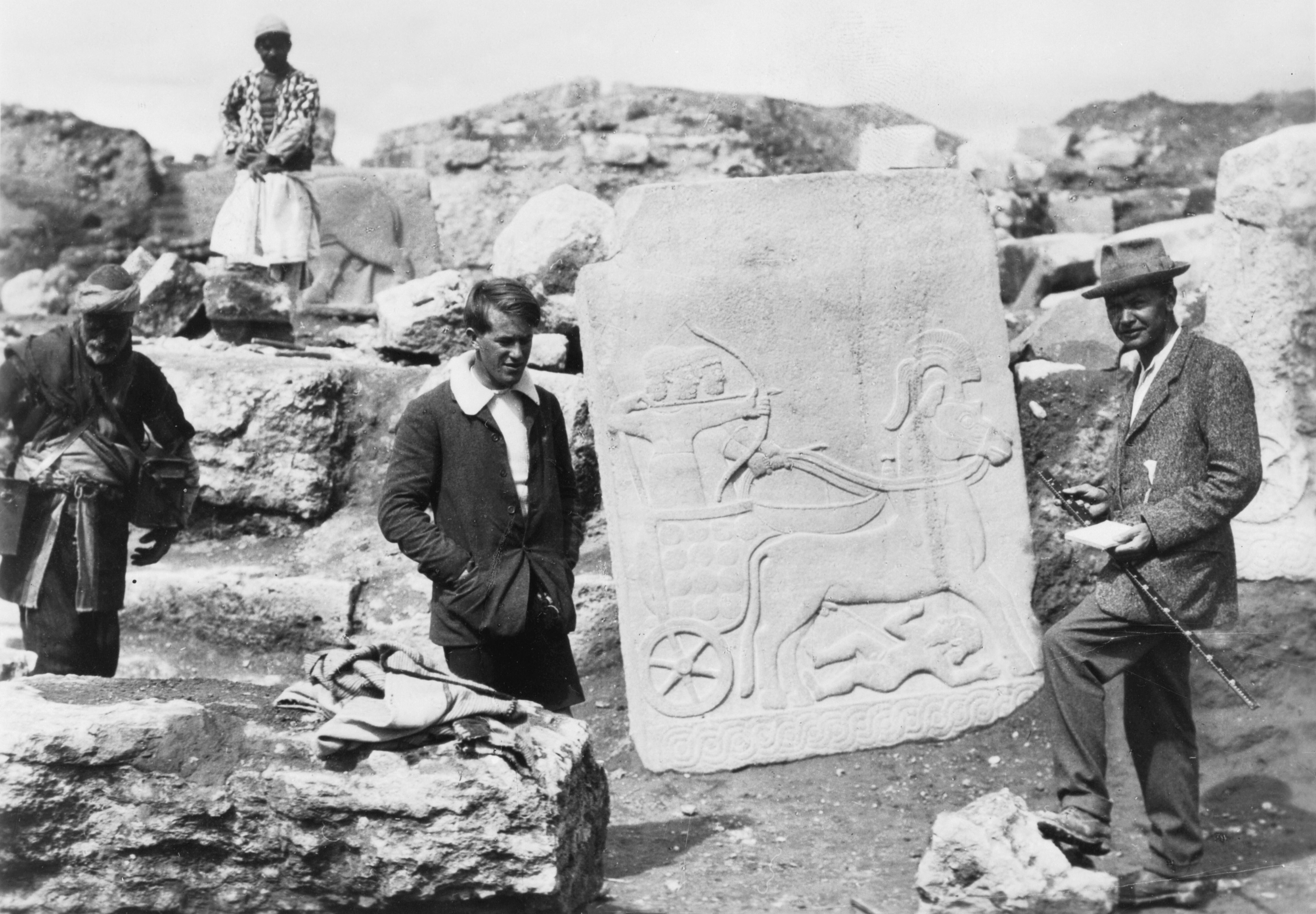
Woolley y Lawrence en Karkemish en 1913.
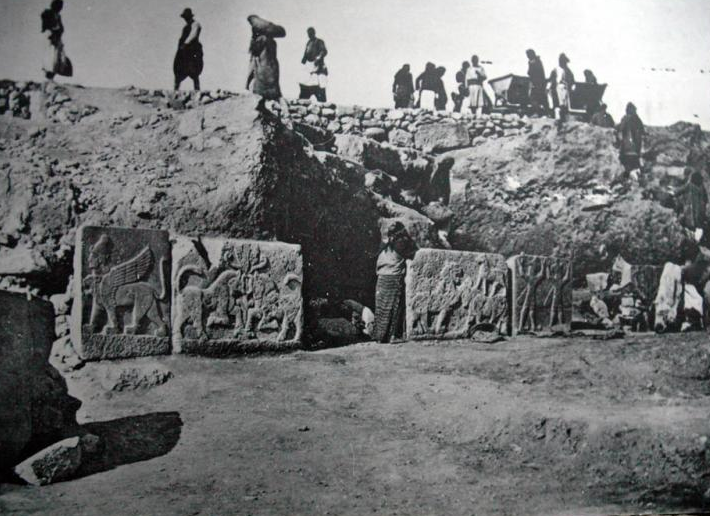
Excavaciones a inicios de la década de 1910.
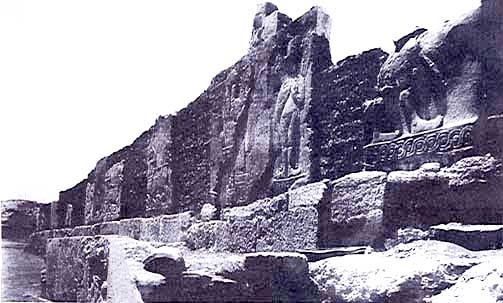
Relieve tallado en el muro del complejo del palacio de Karkemish.
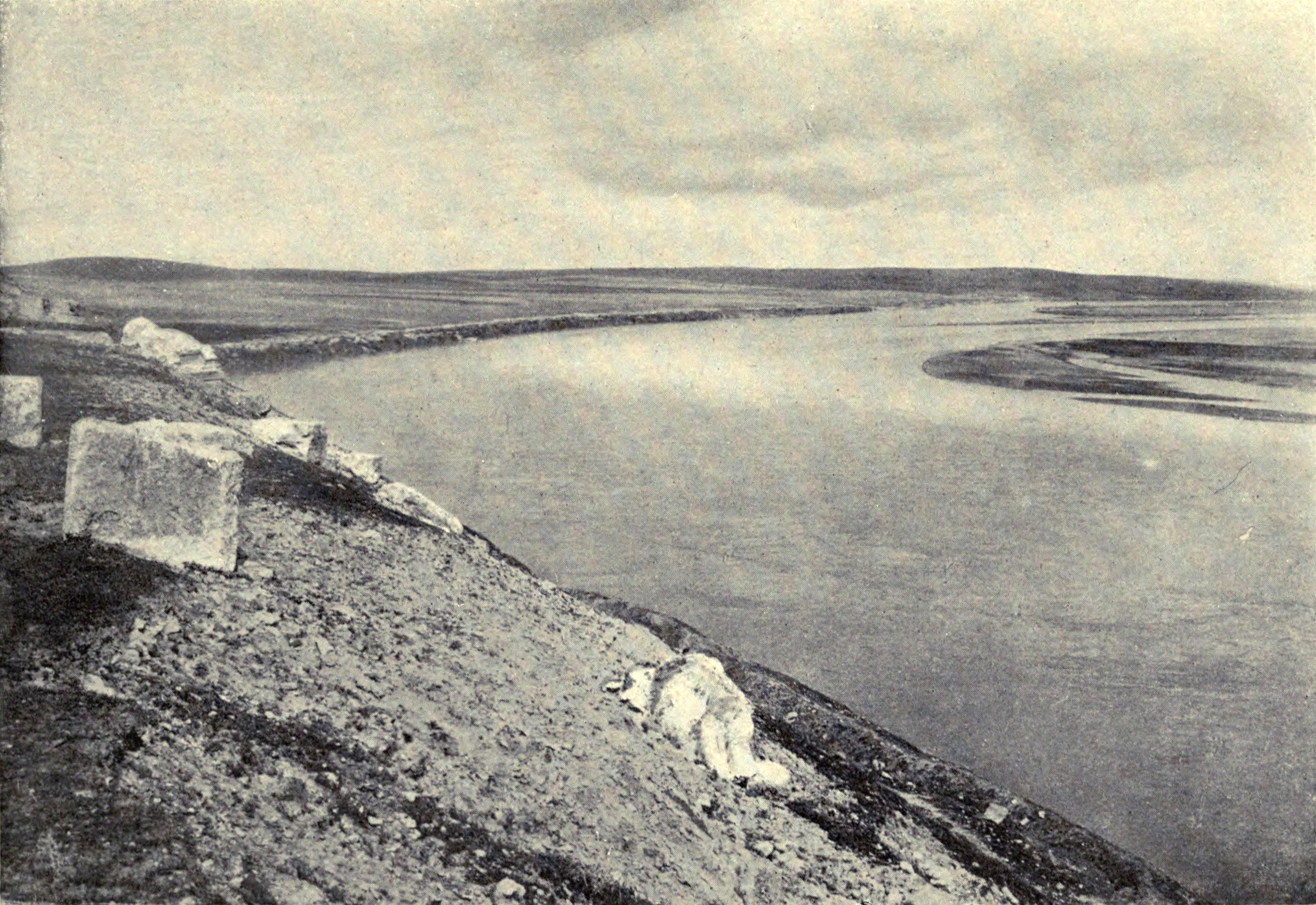
El río Éufrates desde el montículo de Karkemish.